# Ekipa z Cardiff
Ekipa z Cardiff (ang. The Valleys) – brytyjski program telewizyjny typu reality show. Premierowy odcinek został wyemitowany 25 września 2012 roku na brytyjskim kanale MTV, zaś w Polsce pojawił się 1 lipca 2013 roku na antenie MTV Polska.
Program opowiada o grupie dziewięciu nieznajomych młodych osób, którzy przeprowadzają się do Cardiff, aby przeżyć swoje marzenia z pomocą dwóch nowych szefów, Anny "AK" Kelle i Jordana Reeda.

## Historia programu
Premiera pierwszego sezonu Ekipy z Cardiff została wyemitowana 25 września 2012 roku na antenie MTV.
Program powrócił z drugim sezonem dnia 30 kwietnia 2013 roku. Przed rozpoczęciem serii zostało ogłoszone, że bracia bliźniacy – Anthony i Jason Suminscy, zostali dołączeni do obsady. Uczestnik Aron Williams potwierdził także, że odchodzi z programu. Pierwsza zapowiedź drugiego sezonu została wyemitowana w dniu 2 kwietnia 2013 roku podczas emisji nowego odcinka Ekipy z Newcastle. Dnia 23 kwietnia 2013 roku tydzień przed drugim sezonem programu, został wyemitowany specjalny odcinek zatytułowany Ekipa z Cardiff: Świńskie numery (ang. The Valleys: Filthy Bits), w którym zostały pokazane najlepsze fragmenty z pierwszego sezonu.
Dnia 5 lipca 2013 roku uczestnik Leeroy Reed potwierdził na Twitterze, że odbędzie się trzeci sezon Ekipy z Cardiff. Dnia 14 stycznia 2014 roku, stacja MTV ogłosiła, że nowy uczestnik Jack Watkins dołączy do programu w trzecim sezonie. Emisja trzeciego sezonu została wyemitowana 25 lutego 2014 roku.
Dnia 1 czerwca 2014 roku zostało ogłoszone, że Ekipa z Cardiff została usunięta z ramówki MTV z powodu niskiej oglądalności. Ostatni odcinek programu został wyemitowany 15 kwietnia 2014 roku.

## Uczestnicy
Oficjalna lista uczestników programu została ujawniona w dniu 7 sierpnia 2012 roku. Byli to Aron Williams, Carley Belmonte, Darren Chidgey, Jenna Jonathan, Lateysha Grace, Leeroy Reed, Liam Powell, Natalee Harris i Nicole Morris. Program przedstawia także dwóch szefów Jordana Reeda oraz Anny "AK" Kelle, którzy są mentorami uczestników programu.
Dnia 21 marca 2013 roku, zostało ogłoszone, że dwóch nowych uczestników dołączy do obsady. Byli to bracia bliźniacy – Anthony i Jason Suminscy. W tym samym dniu, Aron ujawnił na Twitterze, że nie powróci do programu w drugim sezonie.
W grudniu 2013 roku, uczestnik Leeroy Reed potwierdził na Twitterze, że nie powróci do programu w trzecim sezonie.
Dnia 14 stycznia 2014 roku, zostało ogłoszone, że nowy uczestnik Jack Watkins dołączy do programu w trzecim sezonie. Trzynaście dni później 27 stycznia, pomimo wyrzucenia z programu, zostało ogłoszone, że Nicole powróci w trzecim sezonie.
| Sezony | Odcinki | Imię i nazwisko  | Wiek (od startu sezonu) | Rodzinne miasto | Marzenie                  |
| ------ | ------- | ---------------- | ----------------------- | --------------- | ------------------------- |
| 1–3    | 22      | Carley Belmonte  | 21                      | Caerphilly      | DJ-ka i promotorka        |
| 1–3    | 22      | Darren Chidgey   | 25                      | Bridgend        | Model                     |
| 1–3    | 22      | Jenna Jonathan   | 21                      | Tonyrefail      | Modelka                   |
| 1–3    | 22      | Lateysha Grace   | 19                      | Port Talbot     | Modelka i piosenkarka     |
| 1–3    | 20      | Natalee Harris   | 23                      | Pontypool       | Modelka                   |
| 1–3    | 22      | Nicole Morris    | 19                      | Swansea         | Stylistka i fotografistka |
| 2–3    | 10      | Anthony Suminski | 22                      | Pontypridd      | Model                     |
| 2–3    | 16      | Jason Suminski   | 22                      | Pontypridd      | Model                     |
| 3      | 8       | Jack Watkins     | 24                      | Cwmbran         | Striptizer                |
| 1–2    | 11      | Leeroy Reed      | 21                      | Bridgend        | Raper                     |
| 1–2    | 14      | Liam Powell      | 25                      | Ystrad Mynach   | DJ i model                |
| 1      | 6       | Aron Williams    | 19                      | Tredegar        | Kickbokser                |

## Odcinki
| Sezon   | Ilość odcinków | Pierwszy odcinek | Ostatni odcinek      |
| ------- | -------------- | ---------------- | -------------------- |
| Sezon 1 | 6              | 25 września 2012 | 30 października 2012 |
| Sezon 2 | 8              | 30 kwietnia 2013 | 18 czerwca 2013      |
| Sezon 3 | 8              | 25 lutego 2014   | 15 kwietnia 2014     |